# Droit colonial en Guyane

Sur cette carte du Suriname ont été tracés les déplacements de l'ordonnateur à Cayenne, Malouet, en juillet-août 1777.

Le droit colonial en Guyane est la partie du droit colonial français spécifiquement pratiquée dans l'histoire de la Guyane. La justice y est organisée d'une manière particulière par rapport à la métropole. De plus, des questions spécifiques liées au statut des personnes esclavagisées se posent. Des accords sont conclus avec les nations marronnes.

## Agents judiciaires
Le premier conseil souverain est créé en 1704 et applique la coutume de Paris. Au long du XVIIIe siècle, c'est l'ordonnateur de Cayenne (et non l'intendant, comme dans les autres colonies), qui exerce les fonctions de magistrat en même temps que celles de gouverneur.
Durant l'occupation de la Guyane par l'armée luso-brésilienne, les magistrats occupants continuent d'appliquer le Code civil français dans les jugements impliquant les colons français.
Un procureur important au XIXe siècle est Jean-François Vidal de Lingendes. Comme dans les autres colonies, il y a un conseil du contentieux administratif.
Le bagne est pouvu d'un tribunal maritime spécial.

## Esclavage
Comme dans le reste de l'empire, la législation française et ses fonctionnaires de justice ne traitent pas les personnes noires de Guyane comme des personnes, mais comme des esclaves. L'exemple de l'affaire Flavin Leblond, fils de Jean-Baptiste Leblond et d'Adélaïde (une femme esclavagisée), met en lumière les complexités du droit colonial de la citoyenneté en Guyane : son père tente à plusieurs reprises de le faire reconnaître comme un Français et donc une personne, mais les cousins paternels cherchent à empêcher cette reconnaissance.

## Ententes avec les marrons
Plusieurs accords sont conclus entre le gouverneur français de Guyane et des peuples marrons. Bien que les agents du gouvernement colonial aient pris soin de ne pas présenter ces accords aux colons et à leur hiérarchie comme de véritables traités, les négociations et les ententes conclues reconnaissaient effectivement les groupes marrons comme partenaires de l'État français. De manière similaire aux traités conclus par le gouverneur du Suriname, ces ententes reconnaissaient les juridictions marrones.

## Bagne et non-droit
« On peut tout aussi bien se demander si l'inculture juridique n'était pas, au fond, une composante essentielle de la domination dans les régions d'outre-mer. »

— Didier Peyrat
Lors de la création du bagne de Guyane, le Ministère de la marine envisage de remplacer les esclaves « nègres » de la colonie par des forçats qui y deviendraient « esclaves de la loi ». De nombreuses personnes sont exilées depuis différentes régions de l'empire français pour être incarcérées en Guyane, par exemple des anarchistes déportés sur le fondement des lois scélérates expressément créées pour eux. Miranda Frances Spieler dans son ouvrage Empire and Underworld (traduit Liberté, liberté trahie) analyse cette forme de relégation comme un rejet  en dehors du droit. Pour elle, l'histoire du bagne de la Guyane française est ainsi un laboratoire de l'ordre carcéral et policier élaboré progressivement dans tout l'empire. Elle y voit une institution légitimée par des rhétoriques de droit et de justice, mais reposant en pratique sur la violence, l'arbitraire et la déshumanisation. Ainsi, Spieler attire tout particulièrement l'attention sur la manière dont ce bagne cherche à produire une nouvelle catégorie de personnes, des « non-citoyens » dépourvus de droit et maintenus au travail à la périphérie de la République. Par exemple, la loi sur la relégation des récidivistes du 27 mai 1885 crée une catégorie spéciale de prisonniers, les « incorrigibles », stigmatisés et forcés à travailler au bagne en Guyane toute leur vie.
Le bagne de Guyane est progressivement contesté par l'opinion publique, alertée par Albert Londres, ce qui conduit à une discrète réforme pour supprimer les déportations pour travaux forcés en 1938.